# Vaughan (Familienname)
Vaughan [vɔ:n] ist ein englischer Familienname, zumeist walisischer Herkunft. 
Es stammt vom walisischen Wort bychan („klein“) in seiner lenierten Form fychan [ˈvəχan]. Ein weiterer Ursprung ist die Anglisierung des irischen Nachnamens Ó Mocháin (irisch: „Nachfahre [des] Frühen“).

## Namensträger
- Adrienne Vaughan (1978–2023), US-amerikanische Verlagsmanagerin
- Anna Vaughan (1940–2021), britische Regisseurin, Choreografin und Tänzerin
- Anthony Vaughan (* 1975), englischer Fußballspieler
- Austin Bernard Vaughan (1927–2000), US-amerikanischer römisch-katholischer Geistlicher und Weihbischof in New York
- Bernard Vaughan (1847–1922), britischer Priester und Autor
- Brian K. Vaughan (* 1976), US-amerikanischer Comicautor
- Charles Vaughan (Geschäftsmann) (1759–1839), US-amerikanischer Geschäftsmann
- Charles Vaughan (* 1930), deutsche Schriftstellerin, siehe Gudrun Voigt
- Charles John Vaughan (1816–1897), englischer Geistlicher und Theologe, Schulleiter der Harrows School
- Clyde Vaughan (Clive H. Vaughan; * 1962), US-amerikanisch-englischer Basketballspieler
- Crawford Vaughan (1874–1947), australischer Politiker (Labor Party), Premierminister von South Australia
- Daniel Vaughan (1790–1859), irischer Geistlicher, Bischof von Killaloe
- David Vaughan (Politiker, 1822) (1822–1890), US-amerikanischer Politiker
- David Vaughan (Politiker, 1873) (1873–1938), britischer Politiker
- David Vaughan (Golfspieler) (* 1948), walisischer Golfspieler
- David Vaughan (Glaziologe) (1962–2023), britischer Glaziologe
- David Vaughan (Politiker, 1965) (* 1965), US-amerikanischer Politiker
- David Vaughan (Snowboarder) (* 1981), kanadischer Snowboarder
- David Vaughan (Fußballspieler) (* 1983), walisischer Fußballspieler
- Denise Manahan-Vaughan (* 1965), irische Neurophysiologin
- Derek Vaughan (* 1961), walisischer Politiker
- Dominic Vaughan (* 1960), australischer Rugby-Union-Spieler
- Dorothy Vaughan (1910–2008), US-amerikanische Mathematikerin
- Douglas Vaughan (1925–1977), englischer Rugby-Union-Spieler
- Francis John Vaughan (1877–1935), britischer Geistlicher, Bischof von Menevia
- Frankie Vaughan (1928–1999), britischer Entertainer
- Geoffrey Vaughan (* 1933), australischer Rugby-Union-Spieler
- George Edgar Vaughan (1907–1994), britischer Diplomat
- Greg Vaughan (* 1973), US-amerikanischer Schauspieler
- Hector William Vaughan, amerikanischer Fotograf und Erfinder
- Helen Gwynne-Vaughan (1879–1967), britische Mykologin, Hochschullehrerin und Militärverwaltungsfachfrau
- Henry Vaughan (1622–1695), walisischer Dichter und Arzt
- Henry Vaughan (Architekt) (1845/1846–1917), US-amerikanischer Architekt
- Herbert Vaughan (1832–1903), britischer Geistlicher, Erzbischof von Westminster
- Horace Worth Vaughan (1867–1922), US-amerikanischer Politiker
- Ivan Vaughan, britischer Altphilologe, teilweise Bandmitglied von The Quarrymen
- James Vaughan (* 1988), englischer Fußballspieler
- James Vaughan (Fußballspieler, 1986) (* 1986), englischer Fußballspieler
- Janet Vaughan (1899–1993), britische Ärztin
- Jenson Vaughan, kanadischer Sänger, Songwriter und Komponist
- Jimmie Vaughan (* 1951), US-amerikanischer Gitarrist und Sänger
- John Vaughan (General) (1747/1748–1795), britischer Generalleutnant
- John Vaughan (Industrieller) (1799–1868), britischer Industrieller
- John Vaughan (Fußballspieler) (* 1964), englischer Fußballspieler und -trainer
- John Vaughan, 8. Earl of Lisburne (1918–2014), walisischer Adliger, Barrister und Unternehmer
- John Vaughan-Morgan, Baron Reigate (1905–1995), britischer Politiker (Conservative Party)
- John Stephen Vaughan (1853–1925), britischer Geistlicher, Titularbischof von Sebastopolis
- Kate Vaughan (1852–1903), britische Tänzerin und Schauspielerin
- Kehinde Vaughan (* 1961), nigerianische Sprinterin
- Leona Kate Vaughan (* 1995), britische Schauspielerin
- Llewellyn Vaughan-Lee (* 1953), britischer Sufi-Lehrer und Philosoph
- Malcolm Vaughan (1929–2010), britischer Sänger
- Martin Vaughan (1931–2022), australischer Schauspieler
- Michael Vaughan (* 1974), englischer Cricketspieler
- Miles Walter Vaughan (1891–1949), US-amerikanischer Reporter
- Norman Vaughan (1905–2005), US-amerikanischer Polarforscher
- Paul Vaughan (1925–2014), britischer Journalist und Radiomoderator
- Peter Vaughan (1923–2016), britischer Schauspieler
- Peter Rolfe Vaughan (1935–2008), britischer Geotechniker
- Philip Vaughan († 1824), britischer Erfinder
- Piret Vaughan (* 1980), estnische Badmintonspielerin, siehe Piret Hamer
- Ralph Vaughan Williams (1872–1958), englischer Komponist und Dirigent
- Rebecca Vaughan († 1658), englische Alchemistin
- Richard Vaughan (Bischof) (ca. 1550–1607) walisischer Bischof
- Richard Vaughan (Historiker) (1927–2014), britischer Historiker und Ornithologe
- Richard Vaughan (Badminton) (* 1978), walisischer Badmintonspieler
- Richard Murray Vaughan (1965–2020), kanadischer Schriftsteller und Künstler
- Robert Charles Vaughan (* 1945), britischer Mathematiker
- Roger Vaughan (Adliger) († 1471), walisischer Adliger
- Roger William Bede Vaughan (1834–1883), englischer Geistlicher, Erzbischof von Sydney
- Ronald P. Vaughan (?1949–2021), irisch-österreichischer Regisseur
- Sarah Vaughan (1924–1990), US-amerikanische Jazz-Sängerin
- Shelbi Vaughan (* 1994), US-amerikanische Diskuswerferin
- Stephen Vaughan (* 1985), englischer Fußballspieler
- Stevie Ray Vaughan (1954–1990), US-amerikanischer Bluesmusiker
- Stuart Vaughan (1925–2014), US-amerikanischer Theaterregisseur
- T. Wayland Vaughan (1870–1952), US-amerikanischer Geologe, Meeresbiologe und Ozeanograph
- Tara Vaughan (* 2003), neuseeländische Rennkanutin
- Thomas Wayland Vaughan (1870–1952), US-amerikanischer Geologe, Meeresbiologe und Paläontologe; siehe T. Wayland Vaughan
- Thomas Vaughan (Politiker, um 1410) (um 1410–1483), walisischer Militär, Politiker und Diplomat
- Thomas Vaughan (Politiker, um 1479) (um 1479–1543), englischer Politiker
- Thomas Vaughan (Adliger, † um 1493) († um 1493), walisischer Adliger
- Thomas Vaughan (Alchemist) (Pseudonym Eugenius Philalethes; 1621–1665/1666), walisischer Alchemist und Mystiker
- Tom Vaughan-Lawlor (* 1977), irischer Schauspieler
- Vernon H. Vaughan (1838–1878), US-amerikanischer Politiker
- Watkyn Vaughan († 1456), walisischer Adliger
- Watkyn Vaughan († 1504), walisischer Adliger
- William Vaughan (Schriftsteller) (1575/1577–1641), walisischer Schriftsteller und Kolonist
- William Vaughan (3D-Künstler) US-amerikanischer 3D-Künstler und Technology Evangelist.
- William Vaughan (Bischof) (1814–1902), englischer Bischof von Plymouth
- William Vaughan (Militär), walisischer Militär
- William Wirt Vaughan (1831–1878), US-amerikanischer Politiker
- William Vaughan (Schauspieler), kanadischer Schauspieler (* 26. September 1984 in Cole Harbour)